# アルムガルト・フォン・クラム
アルムガルト・フォン・ズィーアシュトルプフ＝クラム（Armgard von Sierstorpff-Cramm, 1883年12月18日 - 1971年4月27日）は、ドイツの貴族女性。オランダ女王ユリアナの姑にあたる。

## 生涯
ブラウンシュヴァイク公国宮廷に侍従・厩舎長として仕えた廷臣アシュヴィン・フォン・クラム男爵（1846年 - 1909年）と、その妻の伯爵令嬢ヘートヴィヒ・フォン・ズィーアシュトルプフ（1848年 - 1900年）の間に、4人姉妹の末娘として生まれた。全名はアルムガルト・クニグンデ・アルハルダ・アグネス・オーダ（Armgard Kunigunde Alharda Agnes Oda）。
母ヘートヴィヒはブラウンシュヴァイク宮廷の高級官僚カスパー・ハインリヒ・フォン・ズィーアシュトルプフ伯爵、普領ヴェストファーレン州知事ルートヴィヒ・フォン・フィンケ男爵の孫娘で、バート・ドリーブルクその他の所領の女子相続人であり、父は1881年に妻方の姓を家名に加えることをプロイセン政府に許可された。
1905年10月24日にハノーファーにおいて、ボード・フォン・エインハウゼン伯爵（1881年 - 1909年）と結婚した。夫はパーダーボルン駐屯プロイセン陸軍第8驃騎兵連隊所属の士官だったが、アルムガルトはやがて夫と同じ連隊に所属するリッペ侯子ベルンハルトと不倫関係になり、エインハウゼンとは子供をもうけないまま1908年に離婚した。
1909年3月4日にエルバーにおいてベルンハルトと再婚し、間に2人の息子をもうける。しかし2人の結婚はリッペ侯家家憲のために貴賤結婚と見なされ、アルムガルトは再婚に先立つ1909年2月8日にビースターフェルト伯爵夫人に叙せられるに留まった。その後、1916年2月24日、義兄のリッペ侯レオポルト4世の裁可により、2人の婚姻は対等結婚として追認され、アルムガルトと彼女の息子たちにはリッペ＝ビースターフェルト侯子（侯女）の称号と諸侯家の殿下（Durchlaucht）の敬称が認められた。
1934年に夫ベルンハルトと死別した後、アルムガルトは父から相続した所領レッケンヴァルデ（現ポーランド領ルブシュ県ヴォイノヴォ）を経営しながら、新たな伴侶となったロシア人馬術家アレクセイ・パンチューリジェフと一緒に暮らした。
1937年11月、プロイセン州首相ヘルマン・ゲーリングに対し、嫁のオランダ王女ユリアナやその母親のウィルヘルミナ女王との交際費が深刻な財政的負担となることから、6万ライヒスマルクの下賜金（Dotation）贈与を、帝国政府に対し執り成してほしいと願い出たが、この申し出は帝国蔵相シュヴェリン・フォン・クロージクによって却下されている。
第2次世界大戦後、レッケンヴァルデが共産化したポーランドに併合されたため西ドイツへの脱出を余儀なくされた。1952年、長男ベルンハルトよりオランダ領内のワルメロの所領を提供され、パンチューリジェフを伴ってワルメロの屋敷に移り住み、余生を送った。

## 子女
2番目の夫ベルンハルト侯子との間に2人の息子をもうけた。
- ベルンハルト・レオポルト・フリードリヒ・エーバーハルト・ユリウス・クルト・カール・ゴットフリート・ペーター（1911年 - 2004年） - 1937年、オランダ女王ユリアナと結婚
- エルンスト・アシュヴィン・ゲオルク・カール・ハインリヒ・イグナツ（1914年 - 1988年） - 1951年、シモーヌ・アルヌーと結婚

## 引用
1. ↑   Almanach de Gotha. Gotha, Germany: Justus Perthes. (1944). pp. 74, 76
2. ↑  Jurryt van de Vooren (20 March 2013) Koningshuis wankelde tijdens de Olympische Ruiterspelen van 1956. sportgeschiedenis.nl
3. ↑  ゲルト・ユーバーシェア、ヴァンフリート・フォーゲル（著）・守屋純（訳）『総統からの贈り物　ヒトラーに買収されたナチス・エリート達』錦正社、2010年、P47